# Oak Brook
Oak Brook is een plaats (village) in de Amerikaanse staat Illinois, en valt bestuurlijk gezien onder Cook County en DuPage County.

## Demografie
Bij de volkstelling in 2000 werd het aantal inwoners vastgesteld op 8702. In 2006 is het aantal inwoners door het United States Census Bureau geschat op 8863, een stijging van 161 (1,9%).

## Geografie
Volgens het United States Census Bureau beslaat de plaats een oppervlakte van 21,4 km², waarvan 21,1 km² land en 0,3 km² water.

## Plaatsen in de nabije omgeving
De onderstaande figuur toont nabijgelegen plaatsen in een straal van 8 km rond Oak Brook.

## Trivia
- In Oak Brook bevond zich tot 2016 het hoofdkantoor van de fastfoodketen McDonald's.